# Radosław Adamczak
Radosław Karol Adamczak (ur. w 1979 w Kielcach) – polski matematyk, doktor habilitowany nauk matematycznych, profesor Uniwersytetu Warszawskiego.

## Kariera naukowa
W 2003 ukończył studia matematyczne na Wydziale Matematyki, Informatyki i Mechaniki Uniwersytetu Warszawskiego. W 2007 roku na Instytucie Matematycznym Polskiej Akademii Nauk uzyskał stopień doktora nauk matematycznych w zakresie matematyki na podstawie rozprawy pt. Nierówności i prawa iterowanego logarytmu dla U statystyk, której promotorem był prof. Rafał Latała. W tym samym roku został zatrudniony na Uniwersytecie Warszawskim, gdzie w 2016 roku uzyskał na jego Wydziale Matematyki, Informatyki i Mechaniki stopień doktora habilitowanego nauk matematycznych w dyscyplinie matematyki na podstawie pracy pt. Macierze losowe o zależnych współczynnikach. W latach 2017–2018 zatrudniony był w Instytucie Matematycznym Polskiej Akademii Nauk.
Za pracę doktorską otrzymał nagrodę Fundacji Marka Wacławka. W 2007 otrzymał Nagrodę PTM dla Młodych Matematyków, w 2009 Nagrodę im. Kazimierza Kuratowskiego.